# Charny-sur-Meuse
Charny-sur-Meuse is een gemeente in het Franse departement Meuse in de regio Grand Est. De plaats maakt deel uit van het arrondissement Verdun.
Charny-sur-Meuse was de hoofdplaats van het gelijknamige kanton tot dit op 22 maart 2015 werd opgeheven en de gemeente werd opgenomen in het op die dag gevormde kanton Belleville-sur-Meuse.

## Geografie
De oppervlakte van Charny-sur-Meuse bedraagt 12,5 km², de bevolkingsdichtheid is 41,8 inwoners per km².
De onderstaande kaart toont de ligging van Charny-sur-Meuse met de belangrijkste infrastructuur en aangrenzende gemeenten.

## Demografie
Onderstaande figuur toont het verloop van het inwonertal (bron: INSEE-tellingen).